# تاريخ صوماليلاند
صوماليلاند اسم حديث نسبيا لبلاد قديمة قدم التاريخ، جمهورية صوماليلاند الفدرالية كانت تسمى في السابق بأرض (بـُنت) أي أرض الآلهة والعطور والبخور لدى المصريين القدامى، وبلاد البربر لدى الإغريق والرومان نسبة إلى مدينة بربرة التاريخية على خليج عدن في شمال الصومال، ثم بلاد زيلع لدى المسلمين، نسبة إلى مدينة زيلع التي لا تبعد كثيرا عن بربرة المذكورة، وأخيرا في العصر الحديث سميت بدولة صوماليلاند الديمقراطية.
اهتم المصريون بها اهتماما كبيرا إذ كانت إحدى المناطق الثلاث التي كونت العلاقة الخارجية المصرية إلى جانب بلاد الشام وبلاد النوبة، مع أنهاننت تميزت بعلاقة ود ومحبة مع مصر بعكس المناطق الأخرى.
وعندما تداعت الدولة المصرية إثر تعرضها لاحتلال خارجي متتابع (الآشوري، الفارسي، اليوناني والروماني على التوالي) اختفت بلاد البـُنت عن الأضواء مع اختفاء المصريين على الرغم من أنه تم ذكرها بصيغة خجولة من قبل الإغريق والرومان باسم بلاد البربر وخاصة في كتاب «الطواف حول البحر الأريتيري» (البحر الأحمر وخليج عدن) للمؤلف الإسكندري المجهول الاسم الذي زار المنطقة في القرن الأول الميلادي. وقد ورد في هذا الكتاب الذي جاء على شكل مذكرات نقطتان في غاية الأهمية حول الصومال والإقليم هرجيسا.
الأولى ان كاتب الكتاب ذكر اسمها وهو بلاد البربر وليس الحبشة والطريف في الأمر أن الإغريق سموا سكان الحبشة (بالإثيوبيين) أو (بأصحاب الوجوه المحروقة) بينما سموا سكان صوماليلاند (بالبرابرة) والفرق واضح.
والثانية أن الصومال كانت بلادا يحكمها أمراء عديدون ولا تجمعها دولة واحدة، هذا إذا علمنا أن مملكة أكسوم الحبشية كانت قائمة آنذاك حيث تأسست في القرن الثالث ق.م، وبعبارة أخرى أن بلاد البربر (صوماليلاند حاليا) كانت في القرن الميلادي الأول خارج نطاق ما يعرف بمملكة أكسوم وكان لها اسم خاص بها وحكام غير حكام أكسوم.
أما الظهور القوي الثاني لهذه البلاد فكان في العصور الإسلامية المتوسطة باسم الزيالعة أو بلاد الزيلع والتي استمرت حتى ظهور الاسم الحالي لدولة صوماليلاند في القرن التاسع الهجري/ الخامس عشر الميلادي، وأبرز من استخدمها بشدة هو المؤرخ العربي شهاب الدين أحمد صاحب كتاب تحفة الزمان أو فتوح الحبشة حيث استعمل مقولة القبائل الشمالية الصوماليلاندية.
من جهة أخرى فإن ظهور اسم الحبشة أو إثيوبيا في العالم المعروف آنذاك متأخر جدا عن نظيره بلاد بُـنت، حيث كان ظهور الأول لأول مرة في القرن السادس ق.م، في عهد الفرعون المصري بسماتيك الثاني من الأسرة السادسة والعشرين، بينما ظهر اسم بلاد بُنت في القرن السابع والعشرين ق.م في عهد الفرعون خوفو باني الهرم الأكبر في الجيزة بمصر من الأسرة الرابعة.وقد نبه مؤرخون وجغرافيون مسلمون إلى هذه الحقيقة، ومنهم ياقوت الحموي صاحب كتاب معجم البلدان وقال ياقوت الحموي في كتابه بأن بلاد زيلع تقع ما بين بلاد الحبشة وبلاد الزنج، إذا فدولة صوماليلاند «بلاد زيلع» ليست من الحبشة حسب فهم ياقوت الحموي، وكما يخبرنا القلقشندي بأن بلاد زيلع هي البلاد المقابلة لبر اليمن على أعالي بحر القلزم (البحر الأحمر) وما يتصل من بحر الهند.
أما عن دخول الإسلام في الصومال شماله وجنوبه فليس له تاريخ محدد معروف، والاعتقاد الكبير هو وصول الإسلام إلى الصومال عن طريق الهجرة صحابة الي الحبشة بعد ان امانو علي ارواحهم في الأرض وخاصة إبان الحكم الأموي على أيدي الهاربين من الاضطهاد من الهاشميين وغيرهم، وبعدها تتابعت الهجرات العربية الإسلامية والهجرات الآسيوية إلى هذه البلاد حتى في وقت قريب من القرن الماضي.